# 加賀谷圭
加賀谷 圭（かがや けい、1965年6月25日 - ）は、日本の俳優、殺陣師。石川県出身。所属事務所はガイズエンタティメント。東京経済大学卒。身長165cm、体重90kg。

## 出演

### テレビドラマ
- かりん（1993年、NHK）
- 七曲署捜査一係（1997年7月18日、日本テレビ）
- はみだし刑事情熱系（1998年、テレビ朝日）- ヤクザ 役[1]
  - はみだし刑事情熱系 最終章 第1話・第2話（2004年、テレビ朝日）- 大石 役
- 天使のお仕事 第4話（1999年、フジテレビ）
- 櫂 第1話（1999年5月6日、NHK BS2）
- 池袋ウエストゲートパーク（2000年、TBS）- ヤクザ 役[1]
- 刑事（デカ）（2000年12月8日、日本テレビ）
- 史上最悪のデート 第10話（2001年、日本テレビ）
- 城下町サスペンス 姫さま事件帖（2001年、フジテレビ）- ヤクザ 役[1]
- ドラマ愛の詩「ズッコケ三人組3」（2001年、NHK教育テレビ）- 悪人 役[1]
- ビッグマネー!〜浮世の沙汰は株しだい〜（2002年、フジテレビ）- 総会屋 役[1]
- 精霊流し〜あなたを忘れない〜（2002年、NHK）
- 秘太刀 馬の骨 第6話（2005年9月30日、NHK）
- PS羅生門 警視庁東都署 第3話（2006年7月19日、テレビ朝日）
- 天てれドラマ 3ニンジャー! （2006年9月25日-27日、NHK Eテレ）
- 終着駅の牛尾刑事VS事件記者・冴子 第7作「路」（2007年12月22日、テレビ朝日）- 村山 役
- 実録! 和田アキ子物語（2008年6月20日、フジテレビ）
- プリズナー（2008年、WOWOW）
- 東野圭吾ドラマスペシャル 探偵倶楽部（2010年10月22日、フジテレビ）
- 熱海の捜査官（2010年、テレビ朝日）- ヤクザ 役[1]
- 闇金ウシジマくん 第8話（2010年）- ヤクザ 役[1]
- 疾風・虹丸組　第4話（2013年、BS11ほか）
- ドラマスペシャル 家政婦は見た!（2014年3月2日、テレビ朝日）- 総会屋 役
- ラスト・ドクター〜監察医アキタの検死報告〜（2014年、テレビ東京）- 中国人空手家 役[1]
- ゴシップ#彼女が知りたい本当の○○ 第1話（2022年1月6日、フジテレビ）[1]
- 雨に消えた向日葵 第3話（2022年、WOWOW） - 食品社長 役[1]
- オクトー 〜感情捜査官 心野朱梨〜 第6話（2022年7月7日、読売テレビ・日本テレビ） - 通行人 役[1]
- 孤独のグルメ Season10 第7話（2022年11月19日、テレビ東京）- 客 役
- 18/40〜ふたりなら夢も恋も〜 第3話・第4話（2023年7月25日・8月1日、TBS）- 居酒屋の客 役
- 民王R 最終話（2024年12月10日、テレビ朝日） - 町田 役
- 家政夫のミタゾノ S7 第2話（2025年1月21日、テレビ朝日） - 細山田 役[2]

### 特撮
- 七星闘神ガイファード（1996年） - 悟道 役[1]
- ウルトラマンガイア（1998年） - XIGチームハーキュリーズ隊員・志摩貢 役[1]
- 燃えろ!!ロボコン 第21話（1999年６月20日） - 長塚 役
- ウルトラマンコスモス（2001年） - ベンガルズ隊員・牛島 役[1]
- ウルトラQ dark fantasy（2004年） - 第四惑星人 役
- 仮面ライダーキバ（2008年）- ヤクザ 役[1]
- 爆上戦隊ブンブンジャー(2024) - 一般人　役

### バラエティ
- 天才てれびくんMAX（2003年）

### 映画
- 銀座警察 武闘派刑事（1994年）- 刑事 役[1]
- 嵐の季節（1995年）- 主人公と闘う空手家 役[1]
- 渡世無頼（1995年）- 花田 役
- 嗚呼!!花の応援団（1996年）- 副団長 役[1]
- 極道一匹狼（1998年）
- ちんちろまい（2000年）- アジアンマフィア 役
- WASABI（2001年）- ヤクザ 役[1]
- 姐御 ANEGO（2003年）- 萩原 役
- 新・日本の首領（2004年）- ヤクザ 役[1]
- 矜持〜KYOUJI〜（2005年）- 芹澤鴨 役[1]
- Monja（2006年）
- 怪談（2007年）- 村人 役[1]
- カムイ外伝（2009年）- 村人 役[1]
- インスタント沼（2009年）- 変な客 役[1]
- 十三人の刺客（2010年）- 刺客 役[1]
- 疾風・虹丸組（2014年） - チーマー 役[1]
- KIDS=ZERO キッズ＝ゼロ（2014年）- 往年の戦隊ヒーロー 役[1]
- アイアンガール ULTIMATE WEAPON[3]（2015年）
- さらば あぶない刑事（2016年）
- 普通じゃない職業（2017年）- ヤクザ 役[1]
- 戦神 ゴッド・オブ・ウォー（2019年）- 侍 役[1]
- 海辺の映画館―キネマの玉手箱（2020年）- ヤクザ、侍、新撰組隊士 役[1]
- ザ・ファブル 殺さない殺し屋（2021年）- マシンガン男 役[1]
- 魅せたい女（2023年）- ヤコブ 役

### Vシネマ
- まるごし刑事（1993年）
- 用心坊・極道狩り（1994年）
- 世紀末博狼伝サガ（1997年）
- どチンピラ20（1997年） - 岡島
- 新・どチンピラ2（1997年）
- ウルトラマンティガ外伝 古代に蘇る巨人（2001年） - モリヒト
- 錬金の帝王（2002年）
- 愚連隊の神様 万寿十一伝説 紅蓮（2002年）
- 鬼魄（2005年）
- 修羅の血涙（2007年） - 山岡連合会桂組本部長 イワギリ
- 極道の紋章（2009年）

### CM
- フジカラー「年末バージョン」
- クノール食品「カップスープ」

### WEB
- フィッシャーズ『おじさんが出る巨大自動販売機やりにいったら面白すぎて大爆笑！！』（2021年）